# Origins (album)
Origins je jedanaesti studijski album španjolskog simfonijskog metal sastava Dark Moor. Album je objavljen 7. prosinca 2018. godine, a objavio ga je sam sastav digitalno. Prvi je album koji su izdali samostalno.

## Popis pjesama
| 1.    | »Birth of the Sun«            | 4:31 |
| 2.    | »The Spectres Dance«          | 3:25 |
| 3.    | »Crossing Through Your Heart« | 3:49 |
| 4.    | »Raggle Taggle Gypsy«         | 2:44 |
| 5.    | »In the Middle of the Night«  | 3:52 |
| 6.    | »And for Ever«                | 4:25 |
| 7.    | »Druidic Creed«               | 3:25 |
| 8.    | »Iseult«                      | 4:16 |
| 9.    | »Mazy«                        | 3:04 |
| 10.   | »Holy Geometry«               | 4:30 |
| 11.   | »Green Lullaby«               | 2:42 |
| 40:43 |                               |      |

## Zasluge
Dark Moor
- Enrik García – gitara, produkcija, aranžmani
- Alfred Romero – vokali
- Dani Fernández – bas-gitara
- Roberto Cappa – bubnjevi

Dodatni glazbenici
- Mara Boston – zborski vokali
- Luigi Stefanini – hammond
- Pablo Sancha – glasovir
- Patricia Alcocer – violina
- Xosé Liz – bouzouki, flauta
- Marcos Campos – gajde
- Alfonso G. Blanco – akustična gitara

Ostalo osoblje
- Luigi Stefanini – produkcija, snimanje, mastering, miksanje
- Medusa DollMaker – omot albuma, dizajn
- Diana Álvarez – grafički dizajn